# Oloros
Oloros (grec moderne : Ὄλορος) était un roi de Thrace. 

## Biographie
Sa fille Hégésipyle a épousé l'homme d'État et général athénien Miltiade, qui a vaincu les Perses à la bataille de Marathon en 490 av. J.-C.. Oloros, le père de Thucydide, était son arrière-petit-fils.

## Remarques
1. ↑  Herodotus, 6.39.2.
2. ↑  Christian Settipani, « Les prétentions généalogiques à Athènes sous l'Empire romain », Thèse de doctorat en Histoire, Université de Lorraine,‎ 4 décembre 2013, p. 512-513 (lire en ligne, consulté le 2 novembre 2023).

## Les références
- Hérodote, Histoires, AD Godley (traducteur), Cambridge, Massachusetts : Harvard University Press, 1920 ; (ISBN 0674991338) . Version en ligne à la bibliothèque numérique Perseus .